# Paul Vanuxem
Pour les articles homonymes, voir Vanuxem.
Paul Fidèle Félicien Vanuxem, né le 22 juillet 1904 à Bully-les-Mines (Pas-de-Calais) et mort le 7 janvier 1979  dans le 5e arrondissement de Paris, est un général de division et journaliste français. 
Ayant servi pendant la Seconde Guerre mondiale et la guerre d'Indochine, il est par la suite connu pour ses prises de position en faveur de l'Algérie française et du Sud Viêt Nam.
Il est grand officier de la Légion d'honneur.

## Biographie

### Famille
Paul Vanuxem est le fils de Félicien Vanuxem (1875-1930), né à Bailleul, employé au chemin de fer des mines, et de Louise Hélène Fihey. 
Il se marie le 2 octobre 1926 à Ronchin avec Louise Renée Dran. Il divorce le 7 mai 1955 et se remarie avec Monique Danjou le 8 octobre 1955. 
Monique Danjou, surnommée la « mère des Muongs » en Indochine, infirmière et assistante sociale militaire, lieutenant, commandeur de la Légion d'honneur, sept citations, a publié en 2008, « 6e régiment de tirailleurs marocains au Tonkin : 1947-1949 » (Muller Gt Editions) dans lequel elle relate ses séjours en Indochine entre 1947 et 1949. En 2023, ses « Confidences d'une femme soldat » ont été publiées aux éditions Historic'one. Elle est décédée le 29 juillet 2014 à 98 ans.

### Jeunesse
Paul Vanuxem fait ses études à l'université de Lille, où il obtient une licence de philosophie. Il commence sa carrière de professeur au collège Mézeray à Argentan puis à Charleville-Mézières. Il s'implique dans l'histoire locale, créant la Revue du pays d'Argentan.
En 1930, il embrasse la carrière militaire et entre à Saint-Cyr. Il rejoint les tirailleurs marocains à sa sortie.

### Seconde Guerre mondiale
En septembre 1939, lorsque la Seconde Guerre mondiale éclate, il est lieutenant au 91e régiment d'infanterie  à Mézières. Il est blessé à Sedan en mai 1940. Le 25 décembre 1940, il est promu capitaine puis il est affecté au Maroc.
Après le débarquement des Alliés le 8 novembre 1942 en Afrique du Nord et la reconstitution de l'armée française, il combat pendant la campagne d'Italie au sein du Corps expéditionnaire français du général Alphonse Juin, notamment à la bataille de Monte Cassino[réf. à confirmer] puis lors des campagnes de France  et d'Allemagne. 
En Italie, il commande la 3e compagnie du 2e régiment de tirailleurs marocains (2e RTM)  qui devient lors de la campagne de France  la 11e compagnie du 6e régiment de tirailleurs marocains (6e RTM) . Sa compagnie est citée  à l’ordre de la division dans les termes suivants :
« Magnifique unité qui, en tant que 3e compagnie du 2e RTM avait déjà donné en Italie, sous les ordres du capitaine Vanuxem les plus belles preuves de son mordant, de sa ténacité et de sa valeur manœuvrière. Devenue 11e compagnie du 6e RTM, s’est distinguée à nouveau sous les ordres du même chef, ardent et énergique au Haut du Faing (16 au 28 octobre 1944) et Menaurupt (15 novembre 1944). Le 22  novembre, à Lepuix, Delle, en Haute Alsace, a capturé 60 prisonniers dans une importante opération  de nettoyage. Le 26 novembre, après deux jours de durs combats, a réussi à prendre pied dans les lisières du village  d’Heimsbrunn, permettant ainsi la manœuvre du bataillon. Le 29 novembre, après deux jours de combats sous-bois, s’est emparé de Pont d’Aspach, objectif final du groupement et s’y est maintenue malgré de violentes réactions ennemies. Par son allant et son moral élevé, son esprit de sacrifice, a contribué pour une large part au succès de  son bataillon. »
— Ordre général n° 1062 du 12 juillet 1945

### Guerre d'Indochine
Pendant la Guerre d'Indochine, il commande le bataillon de marche du 6e RTM, puis devient en 1947 commandant du secteur de Sontay jusqu'en 1948. Son bataillon de marche  est cité à l’ordre de l'armée en juin 1948.
En 1950, il revient en Indochine pour prendre le commandement du secteur de Biên Hòa, jusqu'en 1951. Remarqué et estimé du général de Lattre de Tassigny, ce dernier lui confie la responsabilité du groupe mobile du Tonkin. Il revient une troisième fois en Orient comme adjoint au commandant de la 1re division de marche du Tonkin, puis comme commandant du secteur de Hasong et enfin comme commandant de la zone sud du Tonkin. Il est à ce titre chargé de l'évacuation d'Hanoï après les accords de Genève en 1954. 

### Guerre d'Algérie
Il est promu général de brigade en 1955 et nommé commandant de la 2e division d'infanterie motorisée (2e DIM) qui se trouve dans l'est de la France. Il conduit ensuite sa division en Algérie dans les Aurès puis dans l'Est-Constantinois sur la frontière tunisienne. Il est promu général de division le 1er janvier 1958. Il contribue au développement de la ligne Morice.  
Le général Raoul Salan le nomme commandant  de la zone Est-Constantinois (ZEC) et responsable de la frontière tunisienne lors de la bataille des Frontières. Salan donne l'ordre de détruire toutes les katibas venues ou à venir de Tunisie, avant ou après le franchissement du barrage. Il affecte à Vanuxem, toutes les réserves générales dont il dispose, c'est-à-dire le 1er régiment étranger de parachutistes (1er REP) du lieutenant-colonel Jeanpierre, le 9e régiment de chasseurs parachutistes (9e RCP) du colonel Pierre Buchoud, le 14e RCP du lieutenant-colonel Ollion, le 8e RPC du lieutenant-colonel Louis Fourcade et le 3e RPC du colonel Bigeard ultérieurement remplacé par le colonel Trinquier.
Vanuxem soutient le coup d'État du 13 mai 1958, mais s'oppose à l'envoi de militaires vers la France.
Il quitte son commandement le 28 novembre 1958, disgracié par le président de Gaulle. Il est alors nommé adjoint au commandant des forces françaises en Allemagne.

### Le procès Vanuxem
Sa sympathie non dissimulée pour l'Algérie française lui vaut d'être mis en disponibilité le 31 mai 1961. Soupçonné d'être l'individu désigné sous le pseudonyme de Verdun, chef de l'organisation de l'armée secrète en métropole, à la suite de la découverte de documents saisis lors de l'interpellation de Maurice Gingembre, il est arrêté le 7 septembre 1961 et incarcéré à la prison de la Santé en attente de son procès. Ses filles Françoise et Martine sont alors refusées à la Maison d'éducation de la Légion d'honneur où elles étaient inscrites pour la rentrée scolaire. Deux ans plus tard, le 10 septembre 1963, il est acquitté,, les témoins ayant nié la possibilité qu'il soit Verdun. En octobre 1966, le décret du 31 mai 1961 qui l'avait placé en position de disponibilité est annulé par le Conseil d'État.

### Carrière de journaliste
Il devient ensuite journaliste, notamment pour l'hebdomadaire Carrefour. Il plaide par exemple en 1969 pour une revitalisation du service militaire par la conscription dès 18 ans, ce qui provoque une grève dans plusieurs lycées parisiens. Dans le contexte de la guerre du Viêt Nam, il se fait surtout remarquer pour sa campagne anticommuniste en faveur du Sud-Vietnam, où il se rend à plusieurs reprises au titre de correspondant de guerre, notamment en 1966, et de Nguyễn Văn Thiệu, président du Sud-Viêt Nam, dans Carrefour, à la radio, et dans des conférences. 
Cela explique sa présence aux conférences annuelles de la Ligue anticommuniste mondiale (WACL), notamment en décembre 1968 à Saïgon et en septembre 1970 au Japon, et sa participation active en novembre 1970 à la conférence tenue à Bruxelles du Bloc des nations anti-bolchéviques (ABN) de l'exilé ukrainien Iaroslav Stetsko et du Conseil européen de la liberté ou European freedom council (EFC), liés à la WACL.
Il est aussi vice-président de l'association Amitié France-Vietnam, présidée par l'ancien ministre Jean Letourneau. Cette association dénonce le Nord-Vietnam,. Il co-préside avec André Chauvain, ancien président de la compagnie Shell, le Comité français pour l’information et les libertés européennes, fondé en 1970. Présent à Saïgon (Sud-Vietnam) en 1975, en tant qu'envoyé spécial de Carrefour, il est expulsé par le nouveau pouvoir communiste du Vietnam unifié,.
Il meurt à l’hôpital du Val-de-Grâce le 7 janvier 1979.
Une rue de Maubeuge porte son nom.

## Décorations

### Décorations françaises
- Grand officier de la Légion d'honneur (1957)
- Croix de guerre 1939-1945 (4 palmes, 9 étoiles)
- Croix de guerre des Théâtres d'opérations extérieurs (9 palmes, 1 étoile)
- Croix de la Valeur militaire (2 palmes)
- Insigne des blessés militaires
- Chevalier de l'ordre des Palmes académiques
- Croix du combattant
- Médaille coloniale
- Médaille commémorative de la guerre 1939-1945
- Médaille commémorative de la campagne d'Italie (1943-1944)
- Médaille commémorative de la campagne d'Indochine
- Médaille commémorative des opérations de sécurité et de maintien de l'ordre

### Décorations étrangères
- Commandeur de l'ordre de l'Étoile noire ( Bénin)
- Silver Star Medal ( États-Unis)
- Chevalier de l'ordre du Million d’Éléphants et du Parasol blanc ( Laos)
- Ordre du Mérite militaire chérifien ( Maroc)
- Commandeur de l'ordre du Ouissam alaouite ( Maroc)
- Commandeur du Nichan Iftikhar ( Tunisie)
- Commandeur de l'ordre national du Viêt Nam ( Vietnam)
- Croix de la Vaillance ( Vietnam)

Il est titulaire de 23 citations obtenues pendant les campagnes de France, d’Allemagne, d’Indochine et d’Algérie.

## Publications
- Les contes du temps perdu, Editions Ariane, 1964
- Espoir à Saïgon, Table ronde, 1967
- Enquête au pays du Levant, Plon, 1971
- 1951 Le général vainqueur - Le destin exemplaire de de Lattre en Indochine, Société de production littéraire spl, 1977